# Gabbi Tuft
Gabbi Tuft (San Francisco, 1 de noviembre de 1978) es una luchadora profesional retirada estadounidense, conocida por su paso por la empresa WWE bajo el nombre de Tyler Reks. A lo largo de su carrera, consiguió en una ocasión el Campeonato Peso Pesado de Florida de la FCW y el Campeonato en Parejas de Florida de la FCW junto a Johnny Curtis. En febrero de 2021, Gabbi Tuft anunció que se identifica como mujer trans.

## Carrera

### Circuitos independientes (2007-2008)
Tuvo su debut como profesional en febrero del 2007 para Ultimate Pro Wrestling.

### World Wrestling Entertainment / WWE (2008-2012)

#### 2008-2012
En febrero del 2008, Tuft firmó un contrato con WWE y fue asignada a Florida Championship Wrestling con el nombre de Tyler Reks. El 11 de diciembre del 2008, Tuft y Johnny Curtis lucharon contra The New Hart Fundation (DH Smith y TJ Wilson), ganando el Campeonato en Parejas de la FCW.El 11 de junio del 2009, capturó el Campeonato Peso Pesado de la FCW derrotando a Drew McIntyre. Luego de la pelea Joe Hennig la felicitó.
El 30 de junio del 2009, Tuft fue cambiada a la marca ECW, su debut fue el 2 de julio como face en WWE Superstars contra Zack Ryder, pelea que perdió. A la semana siguiente volvió a luchar contra Zack Ryder y volvió a perder, a la semana siguiente hizo su debut en ECW venciendo a Paul Burchill.
La siguiente semana en WWE Superstars hizo pareja con Yoshi Tatsu contra William Regal y Paul Burchill ganando estos últimos. El 13 de agosto de 2009 perdió el Campeonato Peso Pesado de la FCW frente a Heath Slater en una lucha donde también participó Joe Hennig. En ECW volvió a hacer dúo con Yoshi Tatsu contra Zack Ryder y Shelton Benjamin, en el cual estos dos últimos empezaron a golpearse, lo cual le permitió a Gabriel y a Tatsu derrotarlos. Luego de un tiempo participó en una 10 Man Battle Royal para enfrentar a Christian por su título en la semana entrante, pero no logró ganar, fue eliminada por Vladimir Kozlov.
Posteriormente fue derrotada por Paul Burchill el 5 de noviembre en WWE Superstars. Desde ese momento ha salido en varios Dark Matches como heel. Luego para entrenar la enviaron a la FCW. Posteriormente fue enviada a la marca de SmackDown. Participó en la Battle Royal de 26 hombres en Wrestlemania XXVI, siendo el vencedor Yoshi Tatsu. Después, se pasó hasta octubre luchando en la FCW. El 15 de octubre de 2010 Tuft hizo su debut oficial en SmackDown, derrotando a Kaval, clasificándose para el Team SmackDown en Bragging Rights. En el evento, Team SmackDown (Big Show, Rey Mysterio, Jack Swagger, Edge, Alberto del Río, Tyler Reks & Kofi Kingston) derrotó al Team RAW (The Miz, Santino Marella, R-Truth, John Morrison, Sheamus, CM Punk & Ezekiel Jackson), pero en el combate fue eliminada por Sheamus.
En Survivor Series, el Team Mysterio (Rey Mysterio, Kofi Kingston, Montel Vontavious Porter, Chris Masters & Big Show) derrotó al Team Del Rio (Alberto Del Rio, Jack Swagger, "Tyler Reks", Cody Rhodes & Drew McIntyre). Luego se sometió a una operación en su nariz que la mantuvo fuera algunas semanas. Participó en el Royal Rumble, pero no logró ganar. Luego estuvo durante unos meses luchando en WWE Superstars teniendo algunas derrotas. El 3 de abril en WrestleMania XXVII, participó en una Battle Royal, pero no logró ganar. El 26 de abril fue traspasada a RAW debido al Draft Suplementario. El 5 de septiembre en WWE Raw estuvo en backstage junto a Curt Hawkins y Wade Barrett luego de varios meses de no aparecer en televisión. El 8 de septiembre hizo equipo con Hawkins para enfrentar a Percy Watson y Titus O'Neill combate que ganaron. Ella y Curt Hawkins ayudaron a Darren Young con su feudo contra Percy Watson y Titus O'Neill. El 31 de enero de 2012, regresó a RAW para luchar contra Brodus Clay, combate que perdió. El 17 de febrero participó en una Battle Royal clasificatoria para WWE Elimination Chamber pero fue eliminada por Primo y Épico. En la edición de NXT Redemption del 18 de abril, Curt Hawkins fue despedido tras perder ante Tyler en una lucha en la que el perdedor sería despedido. Tuft fue despedida también por decisión de William Regal. Después en la edición del 9 de mayo en NXT vuelve junto con su compañero Curt Hawkins como Guardias de Seguridad gracias al Gerente de RAW y SmackDown! John Laurinaitis. En Money in the Bank junto con Hawkins enfrentó a Ryback pero fueron derrotados. Finalmente, el 20 de agosto pidió su despido a la WWE, y esta se lo concedió el 22 de agosto. Ese mismo día, Tuft anunció su retiro. La razón de su retiro no fue por su edad o por alguna lesión, si no para pasar más tiempo con su familia que no tenía un contacto muy seguido.

### Circuito Independiente (2014)
Regresó a la lucha reuniéndose con Curt Hawkins como parte del Pro Wrestling Syndicate, apareciendo juntos con el nombre de The Heatseekers derrotando a Kevin Mathews y Lance Hoyt.

## Vida personal
El 4 de febrero de 2021, Tuft anunció públicamente su identidad como mujer trans.

## En lucha
- Movimientos finales
  - Burning Hammer[8] (Argentine DDT)[7] - 2009-2012
  - Big Kahuna[9][10] (Springboard moonsault)[6] - 2007-2010
  - Killjoy(Gutwrench lift dropped cayendo en DDT) - 2012
  - High Tide[8] (Jumping elbow drop con burlas)

- Movimientos de firma
  - Springboard dropkick[11][12] - 2009-2010
  - Diving crossbody, a veces en configuración reverse[11][13]
  - Flying clothesline[12][13]
  - Flapjack[12]

## Campeonatos y logros
- Florida Championship Wrestling
  - FCW Florida Heavyweight Championship (1 vez)
  - FCW Florida Tag Team Championship (1 vez) - con Johnny Curtis
- World Wrestling Entertainment
  - Slammy Award (1 vez)
    - Most Menacing Haircut (2010)[14]

- Pro Wrestling Illustrated
  - Situado en el Nº156 en los PWI 500 de 2009
  - Situado en el Nº180 en los PWI 500 de 2010[15]
  - Situado en el Nº163 en los PWI 500 de 2011[16]
  - Situado en el Nº204 en los PWI 500 de 2012[17]